# Lunga călătorie cu trenul
Lunga călătorie cu trenul este un film românesc din 1997 regizat de Sinișa Dragin. Rolurile principale au fost interpretate de actorii Cosmin Crețu, Ionuț Pohariu, Daniela Săuleac.

## Distribuție
Distribuția filmului este alcătuită din:
- Ionuț Pohariu
- Mugur Arvunescu — pacientul
- Radu Justinian
- Cosmin Crețu
- Maria Junghietu
- Vlad Rădescu
- Daniela Săuleac
- Tania Popa
- Zoltan Butuc — George
- Natalia Călin — Lili